# Dziadowa Kłoda
Dziadowa Kłoda (niem. Kunzendorf bei Groß Wartenberg) – wieś w Polsce położona w województwie dolnośląskim, w powiecie oleśnickim, w gminie Dziadowa Kłoda.

## Podział administracyjny
W latach 1954–1972 wieś należała i była siedzibą władz gromady Dziadowa Kłoda.  Po reformie w 1973 r. miejscowość jest siedzibą gminy Dziadowa Kłoda. W latach 1975–1998 miejscowość administracyjnie należała do województwa kaliskiego.

## Nazwa
W 1305 roku pierwszy zapis wsi wymienia jako Czadowa Kłoda. Miejscowość wymieniona jest w języku polskim jako Dziadowokłoda w opisie Śląska wydanym w 1787 roku w Brzegu.
W alfabetycznym spisie miejscowości na terenie Śląska wydanym w 1830 roku we Wrocławiu przez Johanna Knie wieś występuje pod polską nazwą Dzadowakloda oraz niemiecką Kunzendorf.

## Historia
Dziadowa Kłoda leży na terenach, gdzie stwierdzono najstarsze ślady osadnictwa poczynając od kultury łużyckiej.
Pierwsze wzmianki historyczne o Dziadowej Kłodzie pochodzą z pierwszej połowy XIV wieku. W czasach średniowiecznych wieś była własnością rycerskich a następnie własnością szlacheckich feudalnych wasali Sycowskiego Wolnego Państwa Stanowego. W latach 1615–1810 Dziadowa Kłoda pozostawała własnością Zakonu Krzyżowców z Czerwoną Gwiazdą. W 1869 zbudowano we wsi kościół Najświętszej Maryi Panny Niepokalanie Poczętej.
W roku 1945 Dziadowa Kłoda została przyłączona do Polski i należała do powiatu sycowskiego. Polską administrację organizował tu m.in. Józef Młynarz. Od 1 czerwca 1975 gdy zlikwidowano powiaty, gmina weszła w skład nowego województwa kaliskiego. 1 stycznia 1999 Dziadowa Kłoda, jako fragment historycznego Dolnego Śląska, stała się częścią Województwa Dolnośląskiego.

## Demografia
Według Narodowego Spisu Powszechnego liczyła (III 2011 r.) 1219 mieszkańców. Jest największą miejscowością gminy Dziadowa Kłoda.

## Kultura
- Gminny Ośrodek Kultury